# پوشش دورانی
پوشش دهی دورانی (به انگلیسی: Spin coating) روشی رایج، در علوم و مهندسی، برای نشاندن لایه‌های نازک و یکنواخت مواد بر روی یک زیرساخت مسطح است. در این روش معمولاً از یک ماده محلول مانند لاک نوری‌ برای لایه زنی استفاده می‌شود.

طرحی از مراحل مختلف لایه‌گذاری با پوشش دورانی

این فرآیند به ویژه در صنایع میکروالکترونیک و MEMS برای پوشش قرص سیلیسیم با لاک نوری در فرایند اولیه الگودهی با طرح‌نگاری نوری کاربرد دارد. هدف از پوششدهی دورانی و با کیفیت بالا، تولید یک لایه لاک نوری یکنواخت و صاف با ضخامت قابل پیش‌بینی و تکرارپذیر است. تلاش‌های زیادی برای فهرست کردن پارامترهای ضخامت و یکنواختی این فرآیند در عمل به ویژه برای لاک‌های نوری استاندارد صورت گرفته‌است. آنالیز تحلیلی پوشش‌دهی دورانی بر پایه اصول هیدرودینامیک (به دلیل پیچیدگی فیزیک و مدل ریاضی) به صورت جزئی صورت گرفته‌است. این تحلیل‌ها دید خوبی در مورد اثرات مطلوب و محدودیت‌های موجود در فرآیند در اختیار می‌گذارد.

## روش کار
فرآیند پوششدهی دورانی شامل تزریق لاک نوری بر روی سطح زیرلایه، چرخش سریع برای نازک کردن و پخش ماده بر روی زیرلایه و حرارت دهی و خشکسازی برای حذف حلال اضافی از لاک است.
در ابتدا زیر ساخت که معمولاً یک قرص سیلیسیمی است بر روی یک صفحه گردان قرار می‌گیرد. این صفحه گردان می‌تواند اندازه هاو طرح‌های مختلف داشته باشد که معمولاً بسته به اندازه زیر ساخت، مورد استفاده قرار می‌گیرند. بنابراین صفحات به راحتی قابل تعویض‌اند. زیر ساخت، از زیر، به کمک خلا مکیده شده و روی صفحه گردان ثابت می‌شود تا در هنگام چرخش سریع به اطراف پرتاب نشود.
برای لایه زنی مقدار معینی از ماده محلول مورد نظر را بر روی مرکز زیرساخت می‌ریزند. معمولاً از دو روش استاتیک یا دینامیک برای تزریق ماده استفاده می‌شود.
در روش استاتیک، زیرساخت در حال سکون و در روش دینامیک در حال دورانِ آرام (حدود {\displaystyle rpm}۵۰۰) است. مقدار این ماده معمولاً بر اساس بزرگی سطح زیر ساخت و غلظت ماده محلول و ارتفاع نهایی لایه مورد نظر از پیش تعیین می‌گردد. این ماده در اکثر مواقع یک محلول بسپار است که جرم مولی آن تأثیر مستقیم بر روی صخامت لایه دارد (جزییات بیشتر و ارائه مدل و روابط مربوط در مقاله).

بر روی دستگاه‌های پوشش دورانی می‌توان شتاب، سرعت نهایی دوران و زمان را تعیین کرد. سپس دستگاه با شتاب مورد نظر سرعت گرفته و بعد از دوران با سرعت نهایی در طول زمانی از پیش تعیین شده با شتابی مشخص ترمز می‌کند. ماده محلول اضافی، بر اثر نیروی گریز از مرکز، از روی سطح زیر ساخت به اطراف پراکنده می‌شود. به همین دلیل معمولاً این عمل در یک محیط در بسته انجام می‌گیرد و فضای زیر دستگاه قابل شستشو است و محلی برای جمع‌آوری ماده محلول اضافی در آن تعبیه شده‌است. این روش باعث ایجاد یک لایه همگن بر روی بخش وسیعی از سطح زیرساخت می‌شود. تغییراتی در حدود {\displaystyle rpm}۵۰  منجربه اختلافی به اندازه ۱۰٪ در ضخامت لایه خواهد شد. همیشه در کناره‌های زیر ساخت به علت کشش سطحی بالا بین مولکول‌های ماده محلول و لبه زیر ساخت ارتفاع لایه افزایش می‌یابد و معمولاً مناطق حاشیه‌ای زیر ساخت به همین دلیل مورد استفاده قرار نمی‌گیرند.

بعضی مواقع به دلیل نیاز یه یک لایه صخیم نمی‌توان از دستگاه پوشش دورانی استفاده کرد و عملیات پوشش دورانی به صورت دستی انجام می‌شود. برای مثال با ریختن ماده محلول روی قرص زیر ساخت این قرص، توسط دست، چندین بار به آهستگی چرخانده می‌شود. این کار نه باید خیلی سریع انجام شود تا از ایجاد حباب و توزیع غیر یکنواخت جلوگیری گردد و نه باید آنقدر آرام انجام شود که با تبخیر و خارج شدن ماده حلال نتوان به یک توزیع یکنواخت رسید. در روش دستی معمولاً قرص لایه زده شده برای مدتی روی حرارت ملایم قرار می‌دهند تا ماده محلول فرصت لازم برای توزیع یکنواخت روی سطح را پیدا کند. این کار باید در یک فضای بسته (مثلاً زیر یک ظرف شیشه‌ای آزمایشگاهی) انجام شود تا از خروج ماده حلال و سفت شدن محلول جلوگیری شود. با این روش لایه‌هایی تا ارتفاع بالای ۱ میلی‌متر هم قابل ساخت است. برای پوشش‌های ضخیم‌تر از روش‌های دیگر و همچنین چسباندن لایه‌های پیش‌ساخته بهره گرفته می‌شود.

برای سفت و محکم کردن لایه جدید باید به ماده محلول اجازه داد تا حلال از آن خارج شود. برای تسریع این کار زیرساخت را حرارت می‌دهند.

## ضخامت لایه
ضخامت لایه حاصل تعادل بین نیروی اعمالی به منظور حرکت سیال رزین به سمت لبه‌های زیرساخت و نرخ تبخیر حلال و افزایش گرانروی خواهد بود. با گذر زمان میزان حلال داخل رزین تبخیر شده و گسترش سیال بر روی زیرلایه تا جایی ادامه مییابد که به دلیل افزایش گرانروی نیروی دورانی توان راندن سیال به سمت خارج را نداشته باشد. در این زمان با افزایش مدت زمان دوران، ضخامت لایه کاهش چشمگیری نخواهد داشت. میزان شتاب دوران نیز می‌تواند بر روی خواص لایه پوشش داده شده اثرگذار باشد. از آنجاییکه که حلال داخل رزین با آغاز دوران شروع به تبخیر شدن می‌کند، باید میزان شتاب به دقت تحت کنترل قرار داشته باشد. در اکثر فرآیندها، بیش از نیمی از حلال داخل رزین در همان ثانیه‌های اولیه تبخیر می‌شود. شتاب نقش عمدهای در خواص الگوی ایجاد شده بر روی زیرلایه خواهد داشت. در اکثر موارد سطح زیرساخت به دلیل انجام فرایندهای پیشین بر روی آن دارای ناهمواری است که لاک باید آن‌ها را بپوشاند و سطحی یکنواخت ایجاد کند. در لایه نشانی دورانی، سرعت دوران نیروی گریز از مرکز به سمت خارج را به سیال اعمال می‌کند؛ ولی شتاب، نیروی پیچش لازم برای پراکنده شدن رزین در داخل ناهمواری‌های زیرساخت را به وجود خواهد آورد. بهترین مدل فیزیکی برای این روش در نظر گرفتن سیال غلیظ بر روی یک دیسک در حال چرخش است. فرضیات حاکم بر این فرایند را می‌توان به این صورت بیان نمود: - صفحه در حال چرخش افقی است، بنابراین نیروی گرانشی مؤلفه شعاعی ندارد، لایه مایع بسیار نازک است به گونه‌ای که می‌توان از اثرات اختلاف انرژی پتانسیل گرانشی عمود به سطح چشم‌پوشی کرد، - سرعت شعاعی در هر نقطه به اندازه‌ای کوچک است که اثر نیروی کوریولیس ناچیز است، برای ساده‌سازی مسئله، یک یا چند فرض دیگر را نیز می‌توان اضافه نمود:
- صفحه دورانی بی‌نهایت فرض شود، به گونه‌ای که لایه سیال به صورت شعاعی متقارن است،
- سیال نیوتنی است، به عبارت دیگر مقاومت برشی تنها در صفحات افقی قابل مشاهده‌است،
- صفحه کاملاً قابلیت مرطوب شدن دارد.
این فرضیات به‌طور دقیق قابل توجیه نیستند، هرچند نقطه شروعی را برای پیش‌بینی کمی سیستم فراهم می‌کنند.

## کاربردها
روش پوشش دورانی معمولاً برای لاک زدن روی قرص‌های زیر ساخت در صنعت میکروالکترونیک و فناوری میکرو استفاده می‌شود. ضخامت لابه ایجاد شده به گرانروی لاک نوری، سرعت دورانی، شتاب و طول زمان چرخش وابسته‌است.
در میکروالکترونیک ضخامت‌هایی در حدود چند میکرو متر و کمتر مرسومند زیرا که لاک نوری فقط به عنوان یک پوشش محافظ یا پوشش قربانی استفاده می‌شود و ساختار اصلی روی خود متن کوچکقرص قرار می‌گیرد. ولی در فناوری میکرو بعضاً ساختارهایی از جنس خود لاک تولید می‌شود که در آن نیاز به ایجاد لایه‌های ضخیم‌تر وجود دارد.
از دیگر کاربردهای این روش می‌توان از  لایه نشانی انواع مواد آلی و شیمیایی، لایه‌نشانی انواع سل ژل، یا پوشش رنگ نام برد.
1. ↑  Chuck
2. ↑  Dirk W. Schubert, Thomas Dunkel: Spin coating from a molecular point of view: its concentration regimes, influence of molar mass and distribution.  In: Materials Research Innovations ۷, ۲۰۰۳, S. ۳۱۴–۳۲۱ (doi:۱۰٫۱۰۰۷/s۱۰۰۱۹-۰۰۳-۰۲۷۰-۲)
3. ↑  Soft Bake
4. ↑  Wettability